# Kandi K23
Kandi K23 – elektryczny samochód osobowy typu mikrovan klasy miejskiej wyprodukowany pod chińską marką Kandi w 2018 roku.

## Historia i opis modelu
Model K23 uzupełnił ofertę marki Kandi jako niewielki mikrovan utrzymany w awangardowym wzornictwie. Samochód przyjął bogatą w liczne przetłoczenia, jednobryłową sylwetkę, która z przodu wyróżnia się strzelistymi, wysoko umieszczonymi reflektorami i chromowaną imitacją wlotu powietrza, z kolei tylna część nadwozia zdobiona jest przez umieszczone w słupkach lampy.

### Sprzedaż
Podobnie jak mniejszy model K27, Kandi K23 jest pierwszym w historii producenta samochodem, który poza rodzimym rynkiem chińskim z drugą połową 2020 roku miał trafić do sprzedaży także w Stanach Zjednoczonych. Nie spotkało się to jednak z realizacją.

### Dane techniczne
Układ elektryczny Kandi K23 tworzy bateria o pojemności 41,4 kWh, która zapewnia maksymalny zasięg na jednym ładowaniu do 280 kilometrów. Uzupełnienie pełnego stanu akumulatorów zajmuje ok. 7,5 godziny.